# بخش یلنینسکی
بخش یلنینسکی (به لاتین: Yelninsky District) یک منطقهٔ مسکونی در روسیه است که در استان اسمولنسک واقع شده‌است.